# 自由軟體基金會反Windows運動
自由軟體基金會反Windows運動是針對Microsoft Windows作業系統反對的運動。其與針對数字版权管理的設計不良運動類似，但此運動的目標是針對微軟的作業系統而非DRM。

## BadVista
BadVista是由自由软件基金会發起的，反對採用Microsoft Windows Vista並推廣自由软件替代方案。其目標是鼓勵媒體在他們的日常工作中使用自由軟體。

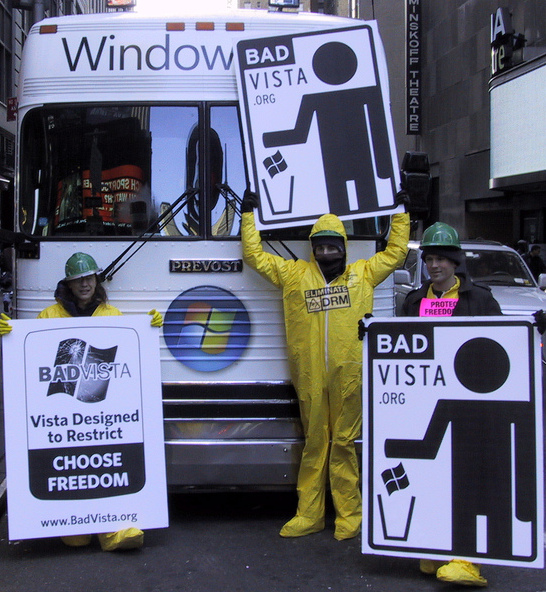
波士顿的Bad Vista活動

該運動於2006年12月15日開始，其揭露了Microsoft Windows Vista對使用者造成的危害以及其內嵌数字版权管理，並提供方便使用者找到自由軟體替代方案的管道。
BadVista活動家在Vista於2007年1月30日在時報廣場舉辦的釋出派對上與設計不良的成員組成團隊。穿著防護衣舉著自己的標語解釋Vista可能強加哪些限制在電腦使用者身上。該活動於2009年1月8日結束，在微軟公司釋出Windows 7 Beta版後宣告「勝利」。這次的勝利是基於對Vista較那些相對受DRM較少的Windows XP，或是遷移至自由軟體基金會所定義的限制較少的Mac OS X，又或是使用完全自由的Linux或FreeBSD來說有著較少的採用量。

## Windows 7宗罪
2009年時，自由軟體基金會發起了針對Windows 7的活動，其名稱為「Windows 7宗罪」。該活動的網頁使用了從开源游戏XBill。該活動被指責使用了FUD策略。

## 從Windows 8升級
在2012年10月，自由軟體基金會開始了另一個稱為「從Windows 8升級」的活動，這次的目標是針對Windows 8。

## Windows 10
在Windows 10釋出後，因其專有軟體的本質，自由軟體基金會發表聲明呼籲使用者不要使用Windows 10。基金會也引用來其他與此相關的來源，像是強制付較少款項的客戶比付了較多款項的客戶先測試較不安全的更新、微軟在2013年的全球監控醜聞中扮演的角色，以及在Windows 10執行的新隱私權政策。

## 外部連結
- badvista.fsf.org/badvista-declares-victory （页面存档备份，存于）——"BadVista"官方網頁
- en.windows7sins.org （页面存档备份，存于）——"Windows 7 sins"官方網頁
- fsf.org/windows8 （页面存档备份，存于）——"Upgrade from Windows 8"官方網頁
- fsf.org/news/the-fsfs-statement-on-windows-10 （页面存档备份，存于）——"The FSFs statement on Windows 10"官方網頁